# Clematis tamurae
Clematis tamurae là một loài thực vật có hoa trong họ Mao lương. Loài này được T.Y.A.Yang & T.C.Huang mô tả khoa học đầu tiên năm 1995.